# Xyletobius gossypii
Xyletobius gossypii är en skalbaggsart som beskrevs av Ford 1954. Xyletobius gossypii ingår i släktet Xyletobius och familjen trägnagare. Inga underarter finns listade i Catalogue of Life.